# ISO 3166-2:GG
ISO 3166-2:GGは、ISOの3166-2規格のうち、GGで始まるコードである。GGはISO 3166-1(ISO 3166-1 alpha-2)においてイギリス王室属領ガーンジー島に割り振られている。通常、国を表すアルファベット2文字の下に州や県などの行政区分を表す数字やアルファベットがつけられるが、このISO 3166-2:GGの場合、ガーンジー島の下位行政区分に対するコードの割り当てはない。